# Nicolas Debon
Pour les articles homonymes, voir Debon.
Nicolas Debon, né le 22 novembre 1968 en Lorraine, France, est un dessinateur et scénariste de bande dessinée et de livres jeunesse.

## Biographie
Nicolas Debon nait en 1968 en Lorraine. Après des études à l'École nationale supérieure d'art de Nancy, il déménage à Toronto en 1993 où il devient citoyen canadien, puis retourne en France vivre à Paris.

## Œuvres

### Bandes dessinées
- Le Tour des géants, Dargaud, 2009
- L'Invention du vide[2],[3], Dargaud, 2012
- L'Essai[4],[5], Dargaud, 2015
- Marathon[6], Dargaud, 2021

### Livres jeunesse
- Mon village de poussière, scénario de Kochka, Flammarion (Castor Cadet), 2004
- Un brave soldat, Ricochet, 2005
- L'Homme le plus fort du monde, Gallimard Jeunesse, 2008

#### Livres parus en anglais
- A Brave Soldier, Groundwood Books, 2002
- Florence Nightingale, scénario de Shannon Zemlicka, Lerner Publishing Group, 2003
- Every Single Night, scénario de Dominique Demers, Groundwood Books, 2006
- The Strongest Man in the World: Louis Cyr, Groundwood Books, 2007
- Four Pictures by Emily Carr, Groundwood Books, 2007
- Out of the Deeps, scénario d'Anne Laurel Carter, Orca Book Publishers, 2008
- Thing-Thing, scénario de Cary Fagan, Tundra Books, 2008
- Timmerman Was Here, scénario de Colleen Sydor, Tundra Books, 2009

### Collectif
- La Fontaine aux fables, T.2 et T.3, Dargaud, 2004-2006

## Distinctions

### Nomination
- 2007 : Finaliste du Prix du Gouverneur général dans la catégorie « Illustration jeunesse » pour The Strongest Man in the World: Louis Cyr

### Récompenses
- 2007 : Horn Book Award dans la catégorie « littérature non-romanesque » pour The Strongest Man in the World: Louis Cyr[7]
- 2016 : La BD est dans la presse au festival La BD est dans le pré avec L'essai
- 2012 : Grand prix du Lyon BD festival pour L'Invention du vide[8]

### Documentation
- Jean-Laurent Truc, « Le tour des géants : souffrance et abnégation », dBD, no 33,‎ juin 2009, p. 82.